# Avelino de Barrionuevo
Avelino de Barrionuevo Gener (Málaga, 5 de julio de 1971) es un político español, diputado por Málaga en el Congreso durante la XII legislatura.

## Biografía
Licenciado en Derecho por la Universidad de Málaga. Procurador de los tribunales, ha ejercido como vicedecano del Colegio de Procuradores de Málaga, donde también fue profesor del Curso de Prácticas Jurídicas. Afiliado al Partido Popular desde 2004, es miembro de su Comité Ejecutivo y vicesecretario de Formación, Electoral, y Estudios y Programas. Entre 2011 y 2016 fue senador, durante la X y XI legislatura, y en junio de 2016 fue elegido diputado por Málaga en el Congreso. El 1 de abril de 2019 se convirtió en el vicesecretario de Afiliación, Movilización y Formación del Partido Popular de la Provincia de Málaga, vicesecretaría de nueva creación. Tras las elecciones municipales de 2019, Barrionuevo fue elegido concejal por el Partido Popular en el Ayuntamiento de Málaga, siendo tras la elección de Torres como alcalde designado concejal de área de seguridad y delegado en el distrito número 3 de Ciudad Jardín.